# Pallanuoto Sport Management 2014-2015

## Rosa
| N° |                               | Ruolo | Giocatore        |
| -- | ----------------------------- | ----- | ---------------- |
|    | Italia (bandiera)             | P     | Mattia Conti     |
| 1  | Italia (bandiera)             | P     | Goran Volarević  |
|    | Italia (bandiera)             | D     | Leonardo Binchi  |
|    | Macedonia del Nord (bandiera) | D     | Blagoje Ivović   |
|    | Serbia (bandiera)             | D     | Predrag Zimonjić |
|    | Italia (bandiera)             | D     | Andrea Di Fulvio |
|    | Italia (bandiera)             | CV    | Roberto Boldrini |
|    | Italia (bandiera)             | CV    | Carlo Di Fulvio  |

| N° |                   | Ruolo | Giocatore        |
| -- | ----------------- | ----- | ---------------- |
| 10 | Italia (bandiera) | A     | Giacomo Bini     |
|    | Serbia (bandiera) | A     | Đorđe Filipović  |
|    | Italia (bandiera) | A     | Michele Luongo   |
| 11 | Italia (bandiera) | A     | Andrea Razzi     |
|    | Italia (bandiera) | A     | Davide Steardo   |
|    | Italia (bandiera) | CB    | Olexandr Sadovyy |
|    | Italia (bandiera) | CB    | Michele Lapenna  |

| Allenatore: | Marco Baldineti |

## Mercato
| Acquisti | Acquisti         | Acquisti      | Acquisti |
| R.       | Nome             | da            |          |
| -------- | ---------------- | ------------- | -------- |
| P        | Goran Volarević  | Promogest     |          |
| D        | Predrag Zimonjić | Civitavecchia |          |
| CV       | Andrea Di Fulvio | Florentia     |          |
| A        | Giacomo Bini     | Florentia     |          |
| A        | Đorđe Filipović  | Radnički      |          |
| A        | Davide Steardo   | Promogest     |          |
| CB       | Olexandr Sadovyy | Acquachiara   |          |

| Cessioni | Cessioni            | Cessioni      | Cessioni |
| R.       | Nome                | a             |          |
| -------- | ------------------- | ------------- | -------- |
| P        | Edoardo Prian       | Bogliasco     |          |
| D        | Giuseppe Lanfranchi | fine rapporto |          |
| CV       | Fabio Fresia        | fine rapporto |          |
| A        | Geremia Massa       | fine rapporto |          |

## Risultati

### Serie A1

#### Girone di andata
| Arbitri: | Mario Bianchi Giovanni Lo Dico |

|                        |           |                                                       |
| Renzuto I.: 3 Gallo: 2 | Marcatori | 2: Bini 1: A. Di Fulvio, M. Lapenna, M. Luongo, Razzi |

| Arbitri: | Stefano Riccitelli Alberto Rovida |

|                                                 |           |                                                             |
| Đ. Filipović: 4 Bini, M. Luongo: 3 B. Ivović: 1 | Marcatori | 3: Petković 2: Paškvalin, Valentino 1: S. Luongo, Scotti G. |

| Arbitri: | Stefano Alfi Fabio Collantoni |

|                                           |           |                                                |
| Milaković: 3 Cesini, Jelača, E. Pagani: 1 | Marcatori | 3: Sadovyy 2: Razzi 1: Đ. Filipović, M. Luongo |

| Arbitri: | Luca Bianco Raffaele Colombo |

|                                             |           |                                                      |
| M. Luongo: 3 Bini, Đ. Filipović, Sadovyy: 1 | Marcatori | 4: A. Ivović 2: Prlainović 1: F. Di Fulvio, Figlioli |

| Arbitri: | Daniele Bianco Marco Ercoli |

|  |           |                                                                     |
|  | Marcatori | 2: Đ. Filipović, B. Ivović, M. Lapenna 1: Bini, A. Di Fulvio, Razzi |

| Arbitri: | Gianluca Centineo Stefano Pinato |

|                                                                                         |           |                                        |
| Bini, Đ. Filipović: 3 Razzi: 2 A. Di Fulvio, M. Lapenna, M. Luongo, Sadovyy, Steardo: 1 | Marcatori | 4: Cuccovillo 2: Murro 1: Parisi, Rigo |

| Arbitri: | Fabio Ricciotti Massimo Calabrò |

|                                                                          |           |                                                 |
| Bini: 4 B. Ivović, M. Luongo, Steardo: 2 Đ. Filipović, Razzi, Sadovyy: 1 | Marcatori | 4: Guidaldi 1: Boero, De Trane, Deserti, Loomis |

| Arbitri: | Daniele Bianco Luca Castagnola |

|                                           |           |                                                                |
| Cannella, Gianni: 3 Di Rocco, Leporale: 1 | Marcatori | 2: M. Luongo, Steardo 1: Binchi, Bini, Đ. Filipović, B. Ivović |

| Arbitri: | Fabio Collantoni Bruno Navarra |

|                                                                 |           |                                                                    |
| Đ. Filipović: 4 M. Luongo: 3 Bini, B. Ivović, Razzi, Sadovyy: 1 | Marcatori | 3: Brguljan, Migliaccio 1: Baraldi, Buonocore, Campopiano, Velotto |

| Arbitri: | Massimo Calabrò Antonio Pascucci |

|                                                                        |           |                                                                      |
| Damonte: 3 Alesiani, Colombo, Tomašić: 2 G. Fiorentini, Mistrangelo: 1 | Marcatori | 3: Bini 2: Razzi 1: A. Di Fulvio, Đ. Filipović, B. Ivović, M. Luongo |

| Arbitri: | Raffaele Colombo Alessandro Severo |

|                                                |           |                                              |
| Đ. Filipović, Razzi: 2 Binchi, A. Di Fulvio: 1 | Marcatori | 3: Molina 2: D. Fiorentini 1: Bodegas, Rizzo |

#### Girone di ritorno
| Arbitri: | Gianluca Centineo Attilio Paoletti |

|                                                                    |           |                                                              |
| M. Luongo: 4 Đ. Filipović: 3 Razzi, Sadovyy: 2 Bini, M. Lapenna: 1 | Marcatori | 4: RenzutI. o 1: Bertoli, Gallo, Mandolini, Radović, Saccoia |

| Arbitri: | Daniele Bianco Massimiliano Caputi |

|                                                |           |                                                                    |
| Petković: 6 Lanzoni, S. Luongo: 2 Valentino: 1 | Marcatori | 5: M. Luongo 2: Razzi 1: Bini, A. Di Fulvio, B. Ivović, M. Lapenna |

| Arbitri: | Luca Castagnola Stefano Riccitelli |

|                                                                                  |           |                              |
| M. Lapenna, M. Luongo: 2 Bini, C. Di Fulvio, Đ. Filipović, B. Ivović, Sadovyy: 1 | Marcatori | 1: Ferraris, Gaffuri, Jelača |

| Arbitri: | Mario Bianchi Roberto Petronilli |

|                                                                                   |           |                              |
| Aicardi, F. Di Fulvio: 2 Fondelli, Giorgetti, N. Gitto, Pijetlović, Prlainović: 1 | Marcatori | 2: Bini 1: M. Lapenna, Razzi |

| Arbitri: | Raffaele Colombo Massimiliano Ruscica |

|                                                                             |           |                                                           |
| M. Luongo: 5 B. Ivović, M. Lapenna, Razzi, Sadovyy: 2 Bini, Đ. Filipović: 1 | Marcatori | 2: Gambacorta, Liang, Tan 1: Brancatello, Ercolano, Gobbi |

| Arbitri: | Fabio Brasiliano Alessandro Sgarra |

|                                                 |           |                                                     |
| Pappacena: 3 Cuccovillo, Innocenzi, Mirarchi: 1 | Marcatori | 3: M. Luongo 2: Đ. Filipović, M. Lapenna 1: Sadovyy |

| Arbitri: | Bruno Navarra Alessandro Severo |

|                                             |           |                                              |
| E. Di Somma: 2 De Trane, Gavazzi, Ravina: 1 | Marcatori | 2: M. Luongo, Razzi 1: Đ. Filipović, Sadovyy |

| Arbitri: | Massimo Calabrò Antonio Pascucci |

|                                                                          |           |                                                                                            |
| Đ. Filipović: 5 M. Luongo: 4 Bini: 3 M. Lapenna: 2 B. Ivović, Sadovyy: 1 | Marcatori | 2: Cannella, Colosimo, Samuels 1: Africano, A. Calcaterra, Di Rocco, Maddaluno, Vittorioso |

| Arbitri: | Massimo Savarese Stefano Scappini |

|                                        |           |                                                               |
| Brguljan, Di Costanzo: 2 Migliaccio: 1 | Marcatori | 2: Razzi 1: Bini, A. Di Fulvio, B. Ivović, M. Luongo, Sadovyy |

| Arbitri: | Mario Bianchi Cristina Taccini |

|                                                             |           |                                                         |
| Molina, C. Presciutti: 3 Bodegas: 2 N. Presciutti, Rizzo: 1 | Marcatori | 2: B. Ivović 1: Bini, C. Di Fulvio, M. Lapenna, Sadovyy |

| Arbitri: | Stefano Alfi Alessandro Severo |

|                                  |           |                                                                  |
| Đ. Filipović: 3 Bini, Sadovyy: 2 | Marcatori | 3: Damonte, G. Fiorentini 2: Fulcheris 1: L. Bianco, Mistrangelo |

#### Playoff - Quarti di finale
| Arbitri: | Massimo Filippo Gomez Raffaele Colombo |

|                                        |           |                                                   |
| G. Fiorentini: 2 Colombo, Fulcheris: 1 | Marcatori | 2: M. Luongo 1: Đ. Filipović, M. Lapenna, Sadovyy |

| Arbitri: | Massimiliano Caputi Cristina Taccini |

|                                                                  |           |                                                                         |
| Razzi: 3 M. Luongo: 2 Binchi, B. Ivović, M. Lapenna, Zimonjić: 1 | Marcatori | 2: Damonte, G. Fiorentini 1: Agostini, Alesiani, L. Bianco, Mistrangelo |

#### Playoff - Semifinali
| Arbitri: | Stefano Riccitelli Marco Ercoli |

|                                  |                      |                                                   |
| M. Luongo: 3 Bini, M. Lapenna: 1 | Marcatori            | 2: Giacoppo 1: F. Di Fulvio, Figlioli, Prlainović |
| M. Lapenna M. Luongo Bini Razzi  | Tiri di rigore 3 – 5 | Prlainović Figlioli Felugo Pijetlović Giorgetti   |

| Arbitri: | Massimo Calabrò Massimo Filippo Gomez |

|                                                               |           |                                           |
| F. Di Fulvio, Figlioli, Fondelli, Pijetlović: 2 Prlainović: 1 | Marcatori | 2: Đ. Filipović, M. Luongo 1: Bini, Razzi |

#### Playoff - Finale 3º-4º posto
| Arbitri: | Stefano Pinato Alberto Rovida |

|                                                                                  |           |                                                                |
| Đ. Filipović: 4 Bini, C. Di Fulvio, B. Ivović, M. Luongo: 2 M. Lapenna, Razzi: 1 | Marcatori | 4: S. Luongo, Petković 2: Lanzoni 1: Ferrone, Pérez, Valentino |

| Arbitri: | Fabio Brasiliano Giovanni Lo Dico |

|                      |           |                                                                 |
| Petković: 4 Pérez: 1 | Marcatori | 3: Đ. Filipović 1: Binchi, Bini, M. Lapenna, M. Luongo, Sadovyy |

### Coppa Italia

#### Prima fase
Due gruppi da quattro squadre ciascuno. La Sport Management è inclusa nel gruppo B.
| Arbitri: | Roberto Petronilli Leonardo Ceccarelli |

|                                                          |           |                                                            |
| M. Luongo: 6 A. Di Fulvio: 3 Đ. Filipović, M. Lapenna: 1 | Marcatori | 2: Brguljan 1: Buonocore, Di Costanzo, Migliaccio, Velotto |

| Arbitri: | Bruno Navarra Leonardo Ceccarelli |

|                                                                               |           |                            |
| Razzi: 4 Bini: 3 Đ. Filipović, M. Luongo, Sadovyy, Steardo: 2 C. Di Fulvio: 1 | Marcatori | 2: Boero 1: Loomis, Monari |

| Arbitri: | Bruno Navarra Roberto Petronilli |

|                                                              |           |                                            |
| Bini, Đ. Filipović, B. Ivović, M. Luongo: 2 Binchi, Razzi: 1 | Marcatori | 3: Milaković 2: Jelača 1: Gaffuri, Krizman |

#### Seconda fase
Due gruppi da quattro squadre ciascuno. La Sport Management è qualificata dalla prima fase e inquadrata nel gruppo C.
| Arbitri: | Daniele Bianco Marco Ercoli |

|                                                        |           |                                                                        |
| M. Luongo: 4 Bini: 3 Đ. Filipović, Razzi: 2 Sadovyy: 1 | Marcatori | 3: A. Calcaterra 2: Cannella, Di Rocco, Vittorioso 1: Africano, Gianni |

| Arbitri: | Massimo Filippo Gomez Massimo Calabrò |

|                                                |           |                                                                  |
| Colombo: 3 Alesiani, Damonte: 2 Mistrangelo: 1 | Marcatori | 3: Bini, Razzi 1: Đ. Filipović, B. Ivović, M. Lapenna, M. Luongo |

| Arbitri: | Massimo Filippo Gomez Gianluca Centineo |

|                                                                      |           |                                           |
| Prlainović: 3 F. Di Fulvio, Figari, Figlioli, Giacoppo, A. Ivović: 1 | Marcatori | 3: Đ. Filipović 1: Binchi, Bini, Zimonjić |

#### Final Four
| Arbitri: | Giovanni Lo Dico Leonardo Ceccarelli |

|                                                     |           |                                       |
| Nora: 3 Molina, Napolitano, C. Presciutti, Rizzo: 1 | Marcatori | 2: M. Luongo 1: B. Ivović, M. Lapenna |

| Arbitri: | Marco Ercoli Giovanni Lo Dico |

|                                                               |           |                                                                  |
| S. Luongo, Pérez: 2 M. Gitto, Lanzoni, Marziali, Paškvalin: 1 | Marcatori | 2: Đ. Filipović, M. Luongo, Razzi 1: Bini, C. Di Fulvio, Sadovyy |

## Statistiche

### Statistiche di squadra
| Competizione | Punti | In casa | In casa | In casa | In casa | In casa | In casa | In trasferta | In trasferta | In trasferta | In trasferta | In trasferta | In trasferta | Neutro | Neutro | Neutro | Neutro | Neutro | Neutro | Totale | Totale | Totale | Totale | Totale | Totale | DR  |
| Competizione | Punti | G       | V       | N       | P       | Gf      | Gs      | G            | V            | N            | P            | Gf           | Gs           | G      | V      | N      | P      | Gf     | Gs     | G      | V      | N      | P      | Gf     | Gs     | DR  |
| ------------ | ----- | ------- | ------- | ------- | ------- | ------- | ------- | ------------ | ------------ | ------------ | ------------ | ------------ | ------------ | ------ | ------ | ------ | ------ | ------ | ------ | ------ | ------ | ------ | ------ | ------ | ------ | --- |
| Serie A1     | 44    | 11      | 8       | 0       | 3       | 120     | 92      | 11           | 6            | 2            | 3            | 81           | 76           | 0      | 0      | 0      | 0      | 0      | 0      | 22     | 14     | 2      | 6      | 201    | 168    | +33 |
| Playoff      | -     | 3       | 2       | 1       | 0       | 28      | 26      | 3            | 1            | 0            | 2            | 19           | 18           | 0      | 0      | 0      | 0      | 0      | 0      | 6      | 4      | 1      | 1      | 47     | 44     | +3  |
| Coppa Italia | -     | 0       | 0       | 0       | 0       | 0       | 0       | 1            | 1            | 0            | 0            | 12           | 11           | 7      | 5      | 0      | 2      | 66     | 48     | 8      | 6      | 0      | 2      | 78     | 49     | +29 |
| Totale       | -     | 14      | 10      | 1       | 3       | 148     | 118     | 15           | 9            | 2            | 4            | 112          | 105          | 7      | 5      | 0      | 2      | 66     | 48     | 36     | 24     | 3      | 9      | 326    | 261    | +65 |

### Classifica marcatori
| Tot. | Giocatore        | A1 | CI |
| ---- | ---------------- | -- | -- |
| 74   | Michele Luongo   | 55 | 19 |
| 59   | Đorđe Filipović  | 46 | 13 |
| 50   | Giacomo Bini     | 37 | 13 |
| 40   | Andrea Razzi     | 28 | 12 |
| 25   | Olexandr Sadovyy | 21 | 4  |
| 24   | Michele Lapenna  | 21 | 3  |
| 23   | Blagoje Ivović   | 19 | 4  |
| 10   | Andrea Di Fulvio | 7  | 3  |
| 7    | Davide Steardo   | 5  | 2  |
| 6    | Leonardo Binchi  | 4  | 2  |
| 6    | Carlo Di Fulvio  | 4  | 2  |
| 2    | Predrag Zimonjić | 1  | 1  |